# Super Bowl XVI
A Super Bowl XVI az 1981-es NFL-szezon döntője volt. A mérkőzést a Pontiac Silverdome-ban játszották 1982. január 24-én. A mérkőzést a San Francisco 49ers nyerte.

## A döntő résztvevői
A San Francisco 49ers 13–3-as teljesítménnyel zárt az NFC konferenciában, így első kiemeltként jutott a rájátszásba. Kiemeltként csak a konferencia-elődöntőben játszott először. Itt hazai pályán a New York Giants ellen, majd a konferencia-döntőben újra otthon a második kiemelt Dallas Cowboys ellen győztek.
A Cincinnati Bengals az alapszakaszból 12–4-es mutatóval került a rájátszásba az AFC első kiemeltjeként. A konferencia-elődöntőben otthon a Buffalo Bills ellen, majd a konferencia-döntőben is hazai pályán a San Diego Chargers ellen győzött.
Mindkét csapat először játszhatott a Super Bowlért.

## A mérkőzés
A mérkőzést 26–21-re a San Francisco 49ers nyerte, amely története első Super Bowl-győzelmét aratta. A legértékesebb játékos díját a 49ers irányítója, Joe Montana kapta.
| N | Idő   | Drive | Drive | Drive     | Csapat  | Play leírása                                                                        | Pont  | Pont    |
| N | Idő   | Play  | Yard  | Időtartam | Csapat  | Play leírása                                                                        | 49ers | Bengals |
| - | ----- | ----- | ----- | --------- | ------- | ----------------------------------------------------------------------------------- | ----- | ------- |
| 1 | 5:52  | 11    | 68    | 5:58      | 49ers   | Touchdown. Joe Montana 1 yardos futás. Ray Wersching jutalomrúgás.                  | 7     | 0       |
|   |       |       |       |           |         |                                                                                     |       |         |
| 2 | 6:53  | 12    | 92    | 5:29      | 49ers   | Touchdown. Earl Cooper 11 yardos átadás Joe Montanától. Ray Wersching jutalomrúgás. | 14    | 0       |
| 2 | 0:15  | 12    | 61    | 3:56      | 49ers   | Mezőnygól. Ray Wersching 22 yardról.                                                | 17    | 0       |
| 2 | 0:02  | 0     | 0     | 0:03      | 49ers   | Mezőnygól. Ray Wersching 26 yardról.                                                | 20    | 0       |
|   |       |       |       |           |         |                                                                                     |       |         |
| 3 | 11:25 | 9     | 83    | 3:35      | Bengals | Touchdown. Ken Anderson 5 yardos futás. Jim Breech jutalomrúgás.                    | 20    | 7       |
|   |       |       |       |           |         |                                                                                     |       |         |
| 4 | 10:06 | 7     | 53    | 3:52      | Bengals | Touchdown. Dan Ross 4 yardos átadás Ken Andersontól. Jim Breech jutalomrúgás.       | 20    | 14      |
| 4 | 5:25  | 9     | 50    | 4:41      | 49ers   | Mezőnygól. Ray Wersching 40 yardról.                                                | 23    | 14      |
| 4 | 1:57  | 6     | 16    | 3:00      | 49ers   | Mezőnygól. Ray Wersching 23 yardról.                                                | 26    | 14      |
| 4 | 0:16  | 6     | 74    | 1:41      | Bengals | Touchdown. Dan Ross 3 yardos átadás Ken Andersontól. Jim Breech jutalomrúgás.       | 26    | 21      |